# Fillière
Fillière ist eine französische Gemeinde mit 9.812 Einwohnern (Stand 1. Januar 2022) im Département Haute-Savoie in der Region Auvergne-Rhône-Alpes. Sie gehört zum Arrondissement Annecy und ist Teil des Kantons Annecy-3.
Sie entstand mit Wirkung vom 1. Januar 2017 als Commune nouvelle durch die Zusammenlegung der früheren Gemeinden Aviernoz, Évires, Les Ollières, Saint-Martin-Bellevue und Thorens-Glières, die in der neuen Gemeinde den Status einer Commune déléguée haben. Der Verwaltungssitz befindet sich im Ort Thorens-Glières.
Eine Namensänderung auf Val-Glières ist beabsichtigt.

## Gliederung
| Ortsteil                            | ehemaliger INSEE-Code | Fläche (km²) | Einwohnerzahl zum 1. Januar 2022 |
| ----------------------------------- | --------------------- | ------------ | -------------------------------- |
| Aviernoz                            | 74022                 | 15,90        | .0893                            |
| Évires                              | 74120                 | 19,49        | 1.410                            |
| Les Ollières                        | 74204                 | 11,64        | 1.043                            |
| Saint-Martin-Bellevue               | 74245                 | 09,33        | 3.151                            |
| Thorens-Glières (Verwaltungssitz)00 | 74282                 | 63,05        | 3.315                            |

## Geographie
Das Gemeindegebiet liegt etwa zwischen Annecy und La Roche-sur-Foron am Nordwestfuß der Bornes-Alpen, einem der Kalkmassive der Savoyer Voralpen. Der Name bezieht sich auf den Fluss Fillière, der beginnend vom Plateau des Glières das Gebiet zum Fier hin entwässert. Die höchsten Erhebungen befinden sich im östlichen Abschnitt, im Gemeindeteil Thorens-Glières.
Die wichtigsten Verkehrsverbindungen verlaufen im westlichen Abschnitt. Es sind dies die Autobahn A410 von Annecy Richtung Genf, die parallel verlaufende Départementsstraße D1203, sowie die Bahnstrecke Aix-les-Bains–Annemasse.

## Sehenswürdigkeiten
- Château de Thorens, Monument historique[4]